# Кавелин, Дмитрий Александрович
Дми́трий Алекса́ндрович Каве́лин (1778—12(24) марта 1851, Москва) — директор Медицинского департамента (1812—1816) и Главного педагогического института (1816—1819). Участник литературного общества «Арзамас», Библейского общества; масон.

## Биография
Происходил из калужских помещиков Кавелиных: сын секунд-майора Александра Михайловича Кавелина (1750 — ок. 1812) и внучки крупного землевладельца Родиона Кошелева Анны Ивановны Кошелевой; у них было семнадцать человек детей — одиннадцать сыновей и шесть дочерей.
В шестилетнем возрасте он был записан в Измайловский полк. В 1795 году окончил с медалью Московский благородный пансион и поступил капитаном в Московский полевой батальон. В 1803 году перешёл на гражданскую службу надворным советником — был назначен секретарём в Грузию, к князю Волконскому.
В 1805 году перешёл в министерство внутренних дел, на службе в котором пожалован в 1808 году орденом Св. Анны 2-й степени, а в 1811 — орденом Св. Владимира 3-й степени.
В период 1812—1816 годов — директор Медицинского департамента. В августе 1816 года был произведён в действительные статские советники. В январе 1817 года был назначен директором Главного педагогического института, после преобразования которого в 1819 году в Петербургский университет, стал его особым директором.
В 1820 году назначен владимирским губернатором, но 19 июня 1820 г. по личному указанию Александра I возвращён в Петербург — директором благородного пансиона при Петербургском университете. В 1821 году, после истории с увольнением Д. П. Руничем двенадцати университетских профессоров, в которой Кавелин принял деятельное участие, он был вынужден поступить старшим чиновником особых поручений в рязанском генерал-губернаторстве, после ликвидации которого в 1828 году он ещё пять лет состоял за обер-прокурорским столом при 8-м департаменте Сената.
Я подлец уже с природы,

Сорок лет хожу глупцом.

И Магницкий вечно мною,

Как тряпицей черной, трёт,

Как кривою кочергою,

Загребает или бьёт.
Кавелин опубликовал несколько незначительных произведений в «Приятном и полезном препровождении времени» и в «Аонидах»; был членом «Арзамаса» (назывался «Пустынником»). Крайне религиозный и склонный к мистицизму, Кавелин был членом Библейского общества и одной из масонских лож. «Бедный мой Кавелин-дурачок», — упоминает его Пушкин во «Втором послании цензору».

## Семья
В 1805 году он женился на дочери умершего придворного архитектора, шотландца Белли, Шарлоте Ивановне Белли (1787—1853). В этом браке родилось семь детей, в числе которых:
- Софья (1808—?) в браке с георгиевским кавалером А. Л. Корсаковым (1793—1873) родила сына Дмитрия — будущего историка, профессора Казанского университета;
- Александр (1811—1881) — инженер-поручик, гражданский инженер;
- Надежда (1816—03.01.1818)
- Константин (1818—1885) стал известным историком, правоведом и философом.
- Павел (26.02.1822[7]— ?), крещен 27 февраля 1822 года в Владимирском соборе при восприемстве сестры Софьи и брата Александра.